# Der Rastelbinder (Operette)
Der Rastelbinder ist eine Operette mit einem Vorspiel und zwei Akten des Komponisten Franz Lehár und des Librettisten Victor Léon. Seine Uraufführung erlebte dieses Werk am 20. Dezember 1902 am Carltheater in Wien. Premierendirigent war Alexander von Zemlinsky und Victor Léon führte Regie. Ein Rastelbinder ist die österreichische Version eines Kesselflickers. Nach Wiener Frauen war dies die zweite Operette Lehárs.

## Handlung
Vorspiel – Voitechs Hütte links, Blaceks Bauernhof rechts, geteilt durch die Dorfstraße
Voitech und Babuschkas Pflegekind ist heute zwölf Jahre alt geworden und wird nun mit einigen Gleichaltrigen in der Stadt (Wien) sein Glück als Mausefallenhändler versuchen. Es ist Brauch, den Abschied der Jungen mit einem Fest zu begehen, bei dem sie auch verlobt werden. Wenn sie dann nach mehrjähriger Wanderschaft in ihr Dorf zurückkehren, dürfen sie heiraten.
Janku wird mit seiner Milchschwester Suza verlobt. Als Suza zufällig erfährt, dass ihre Eltern zu arm sind, um Janku etwas Geld als Starthilfe mitzugeben, geht sie für ihren Verlobten betteln. Der reiche Bauer Blacek gibt nichts, dafür aber der arme fahrende Händler Pfefferkorn. Dieser handelt mit Zwiebeln und gilt als geizig; als er aber erfährt, für welchen Zweck das Geld gedacht ist, spendet er Suza sofort einen Silbergulden. Um diesen Handel korrekt abzuschließen, stellt er Suza einen Schuldschein über diesen Betrag inklusive 5 % Zinsen aus. Diesen Vertrag unterschreibt Suza mit einem Kreuz, da sie des Schreibens unkundig ist.
1. Akt – Zwölf Jahre später, in einem Spenglerladen
Die Kinder sind erwachsen geworden und der Verlobungseid bei allen in Vergessenheit geraten. Durch die Vermittlung des Händlers Pfefferkorn kam Janku zum Spenglermeister Glöppler nach Wien. Dort absolvierte er eine Lehre, und jetzt, nachdem er freigesprochen worden ist, will ihn sein Lehrherr mit seiner Tochter Mizzi verloben.
Milosch, der zurzeit in Wien als Soldat dient, liebt nun Suza. Diese erwidert seine Liebe und will ihn in Wien besuchen. Sie bittet den Händler Pfefferkorn, sie mit in die Stadt zu nehmen. In der Überzeugung, Suza wolle zu Janku, bringt er sie zum Hause Glöpplers. Er glaubt ein gutes Werk zu tun und erinnert an den Verlöbnisschwur der Kindheit. Schweren Herzens sind Janku und Suza der Überzeugung, dieses Versprechen halten zu müssen. Zu spät sieht Pfefferkorn, dass er durch seine Gutmütigkeit das Lebens- und Liebesglück von Janku, Milosch, Mizzi und Suza zerstört hat.
2. Akt – Paradeplatz der Ulanenkaserne
In seiner Verzweiflung ist Milosch desertiert. In der Annahme, er wolle sich töten, suchen ihn Pfefferkorn, Janku und Suza. In der Kaserne trifft Mizzi ihre Freundinnen Gisa und Lisa. Die beiden jungen Frauen haben sich als Ulanen verkleidet, um so unbemerkt ihre Verlobten Grobl und von Streckenberg zu besuchen. Als man Mizzi und Suza als Zivilistinnen aus der Kaserne jagen will, geben Gisa und Lisa ihre Uniformen an die beiden ab.
Verkleidet als Soldaten machen sich nun Mizzi und Suza auf die Suche nach Milosch. Inzwischen werden – ebenfalls in der Kaserne – Janku und Pfefferkorn für die schon dringlich erwarteten Reservisten gehalten. Nach der Einkleidung und dem Friseurbesuch sollen die Reservisten ihre Reitkünste demonstrieren.
Es herrscht ein großes Durcheinander, bei dem alle – auch Milosch – wieder zueinander finden. Dieser hatte sich in der Zwischenzeit beraten und erfahren, dass diese Verlöbnisfeier keinerlei juristische oder kirchliche Bedeutung hatte. Nun kann Milosch endlich seine Suza und Janku endlich seine Mizzi heiraten.

## Musiknummern
Ouvertüre
Vorspiel
Nr. 1 Introduktion (Chor und Milosch): Der Slovak
Nr. 2 Kinderchor und Duettino (Suza und Janku): Da kommen schon Rastelbinderbuben
Nr. 3 Entreelied des Pfefferkorn: A jeder Mensch was handeln tut
Nr. 4 Finale I: Also jetzt wird Adjes gesagt; Lied des Pfefferkorn: Das ist eine einfache Rechnung und Kinderchor mit dem polnischen Lied Spanem Bohem
1. Akt
Nr. 5 Introduktion (Mizzi und Janku): Ich danke sehr
Nr. 6 Duett (Janko und Milosch): Na ich wünsch Dir alles Glück
Nr. 7 Entree der Suza: Ach endlich, endlich heut
Nr. 8 Erinnerungsterzett (Pfefferkorn, Janku, Suza) Denk's nur nach, Denk's nur nach
Nr. 9 Lied des Janku: Ich bin ein Wiener Kind
Nr. 10 Duettino (Suza, Milosch): Wenn zwei sich lieben
Nr. 11 Quadrille (Pfefferkorn, Suza): Hauptsach ist beim Ball nobles Benehmen
Nr. 12 Finale II: Guten Tag Herr Onkel; Wiener Lied (Mizzi, Janku): Hast es net gesehn; Galopp (alle) Ihr Gesindel, so ein Schwindel
2. Akt
Nr. 12a Einleitung zum Trompetensignal
Nr. 13 Lied mit Chor: Die beiden Kameraden und Lied des Janku: Ein Infantrist von Nummero vier
Nr. 14 Gavotte (Suza, Mizzi): Die Männerkleider, ach sie passen leider nicht
Orchesterzwischenspiel
Nr. 15 Schlussgesang (Suza, Janku, Pfefferkorn): Das ist eine einfache Rechnung

## Tonträger
Die obigen Musiknummern entstammen dem Booklet einer CD über eine Rundfunk Einspielung des ORF aus dem Jahr 1981. Danach ist diese Aufnahme in der Originalgestalt belassen. Die CD erschien beim Label CPO. Mitwirkende waren das ORF-Symphonieorchester (heute Radio-Symphonieorchester Wien, RSO-Wien) und der Chor des ORF unter der Leitung von Hans Graf sowie Fritz Muliar, Elfie Hobarth, Helga Papouschek, Heinz Zednik und Adolf Dallapozza.
In der Reihe Historische Ton Dokumente brachte das Label Cantus Classics (Line) im Jahr 2018 eine Gesamtaufnahme der Operette aus dem Jahr 1960 auf 2 CDs heraus. Unter der Leitung von Max Schönherr sangen und spielten der Chor und das Orchester des Wiener Rundfunks. Als Solisten wirkten u. a. Hildegard Rössl-Majdan, Rudolf Christ, Elisabeth Rohn, Kurt Preger, Else Macha und Waldemar Kmentt mit.